# Batalla de Flores (Laredo)
La Batalla de Flores es la fiesta popular más importante de la localidad cántabra de Laredo, en España. Se celebra el último viernes de agosto desde el año 1908 y está declarada Fiesta de Interés Turístico desde 1965 y Fiesta de Interés Turístico Nacional desde 2011. Consiste en un desfile de carrozas cuyos armazones se adornan con flores y pétalos naturales, formando motivos alegóricos, durante el cual un jurado emite una clasificación designando a una de ellas como ganadora. A lo largo de ese día se organizan en la villa pejina mercadillos callejeros, y diversas bandas y charangas tocan música por toda la ciudad, culminando con un espectáculo de fuegos artificiales desplegado sobre la bahía en la que se enclava el municipio. Es una fiesta que desde sus orígenes ha destacado por su brillante combinación de motivos lúdicos y artísticos .

## Una fiesta centenaria
Localidad costera y turística que antaño fue importante puerto pesquero del Cantábrico, dotada de una extensa playa de arena, la imagen de Laredo se halla indefectiblemente unida a la Batalla de Flores. Fechada a finales de agosto, su celebración marca simbólicamente el fin de la temporada turística (aunque en menor medida pueda prolongarse durante el mes de septiembre), constituyendo así mismo el colofón del período estival al alcanzar su clímax la ingente presencia de turistas, que llegan a multiplicar por diez la población del municipio (unos 13 000 habitantes censados).
Pese a que el evento se condensa en un solo día, el de la celebración del desfile, la preparación de la Batalla de Flores se prolonga durante meses. Si el acondicionamiento de los campos para las flores (cultivadas en su mayor parte por los propios carrocistas en prados próximos al núcleo de Laredo), la plantación de éstas, su cuidado y recogida se inicia a comienzos del invierno y se extiende a lo largo de la primavera hasta la víspera de la fiesta, el proceso de diseño, concepción, elaboración y rematado de las carrozas se desarrolla durante todo el verano, hasta el mismo momento del inicio del desfile.
Proceso que alcanza su culminación durante la noche mágica, expresión con que se conoce la víspera de la fiesta. Durante ese día y a lo largo de toda la noche, hasta el mismo momento de entrar en el circuito, las cuadrillas de carrocistas (decenas de personas por cada grupo, implicando directa o indirectamente a la mayor parte de los vecinos de Laredo en la Batalla, desde hace generaciones) se afanan por culminar sus alegorías, ensamblando las figuras y cubriendo todo el conjunto con miles de flores y pétalos, en una auténtica carrera contra el reloj.
Así, el viernes, cada año, el milagro se repite, y a la llamada de los cohetes entre una y dos docenas de coloristas carrozas completamente cubiertas de flores naturales entran en un circuito rodeado por una masa de espectadores que, literalmente, ocupan el pueblo. Visitantes que acuden desde localidades de toda la región y desde provincias de toda la geografía nacional para disfrutar de un evento eminentemente artístico.

### Las carrozas

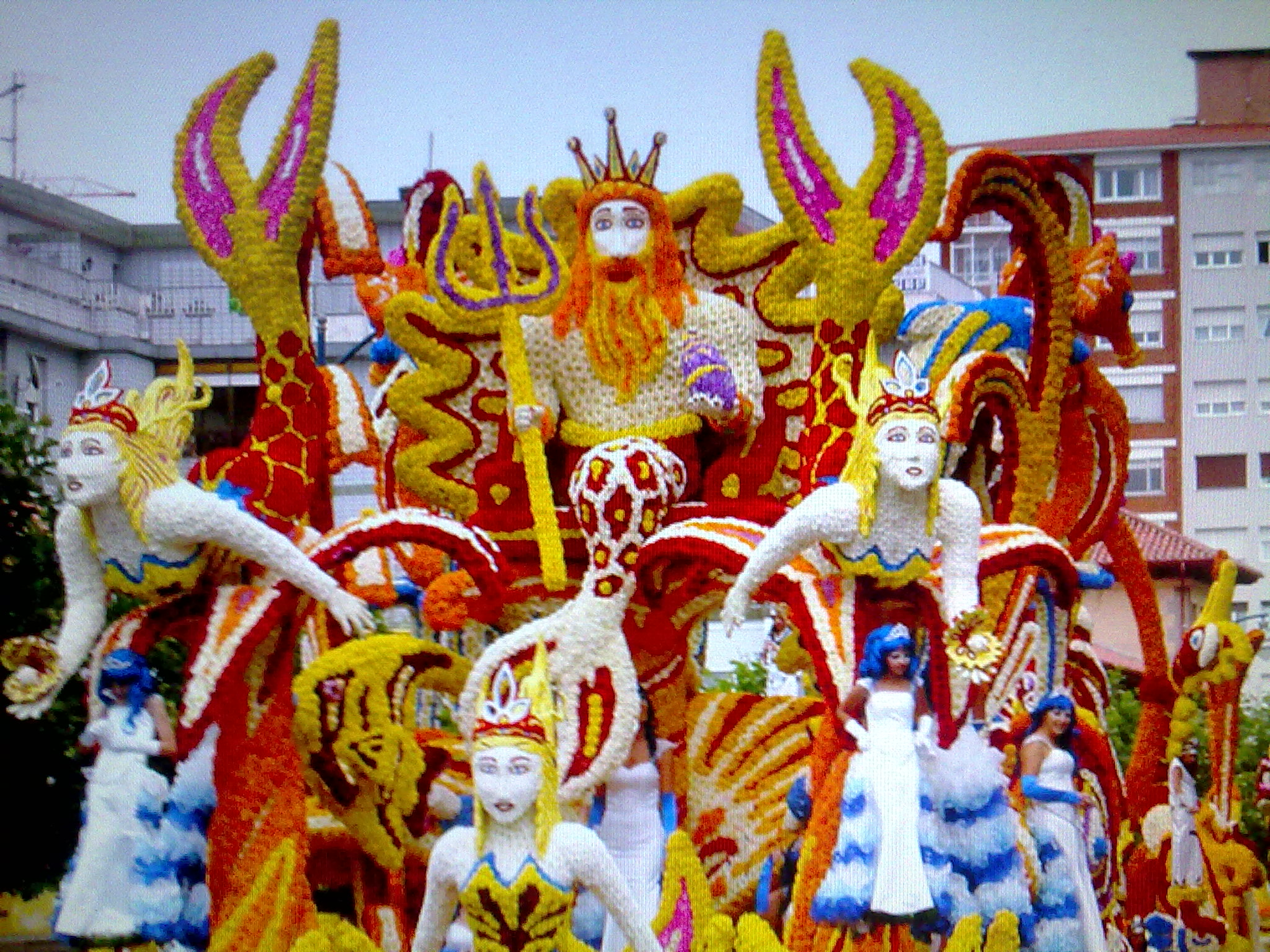
Carroza desfilando en la Batalla de Flores.

Corazón y razón de ser de la Batalla, las carrozas, aunque conservando su concepto original, han experimentado una evidente evolución desde los comienzos de la fiesta: estilística, volumétrica, técnica, material… Los simples objetos decorados sobre pequeñas plataformas móviles arrastradas por animales de las primeras ediciones dieron paso, en los años anteriores a la Guerra Civil, a composiciones alegóricas de mayor volumen, complejidad y ornamentación floral.
Tras la contienda, y en el opresivo ambiente moral y cultural de posguerra, la Batalla perdió parte de su carácter festivo, laico y carnavalesco, compensado por un mayor esfuerzo artístico a la hora de diseñar, confeccionar y rematar las carrozas. El incremento en el tamaño y la complejidad de las creaciones redundará en un descenso en el número de alegorías presentes en el desfile (de las cuarenta o más que participaban en el período de entreguerras, se pasa, a partir de los años 1950, a unas quince carrozas como media), ganando éstas en grandeza y majestuosidad.
Evolución que se verá potenciada por el progreso experimentado en herramientas y materiales constructivos. La introducción, en los años 70, del corcho sintético en sustitución de madera y escayola, posibilitará la confección de figuras mucho más grandes y complejas, constituyendo auténticas esculturas cubiertas de flores.
Como culminación de ese proceso evolutivo, las décadas finales del siglo XX fueron testigo de las más grandiosas, innovadoras y a la vez delicadas creaciones de la Batalla, derivando en duras pugnas por el podio, difícil y polémicamente resueltas por los jurados.
Los comienzos del presente siglo, en los que a la actividad de los carrocistas veteranos ha venido a sumarse savia nueva, constituyen una fase de transición en la que se están planteando los caminos por los que habrá de transitar una fiesta siempre en evolución pero siempre fiel a sí misma.
Según el actual reglamento las medidas de las carrozas deben ser las siguientes: entre 6 y 8,50 metros de largo, entre 3,50 y 5 metros de ancho y entre 5 y 7 metros de alto.

### Las flores
Factor fundamental y elemento distintivo de la Batalla, las flores deben cubrir la mayor parte de la superficie de las carrozas, siendo la técnica de "clavado" y la armonía en la disposición de los colores elementos importantes en la valoración final de las alegorías. Originalmente usadas margaritas y crisantemos, se utilizan en la actualidad dalias, claveles y clavelones chinos, a los que recientemente se ha añadido la margarita teñida.
La ardua preparación de las flores comienza en los meses de noviembre y diciembre, cuando se extraen los bulbos de la dalia y se clasifican. Después, en marzo y abril, se preparan los ramilleros del clavelón para trasplantarlos en junio, mientras que en mayo se plantan los bulbos de las dalias. A continuación, y a lo largo de todo el verano, se efectúan el “sayo” y el “resayo” de las flores y su constante regado, hasta su recolección en la semana de celebración de la Batalla.
En primer lugar se recoge la hoja del magnolio (antiguamente se utilizaba la de la hiedra), unos días antes de la fiesta; a continuación la flor del Clavel (el miércoles), finalizando con la dalia (la víspera).
Una vez recogidas y clasificadas por colores, y a lo largo de toda la noche del jueves, docenas de personas se encargan, en cada carroza, de fijarlas a las figuras. Originalmente pegadas con pez, ahora se sujetan con clavos y palillos de madera. Los pétalos, reservados para elementos delicados (rostros, por ejemplo), se pegan con una cola expresamente fabricada a base de harina y agua (la técnica se denomina “empetalar”).

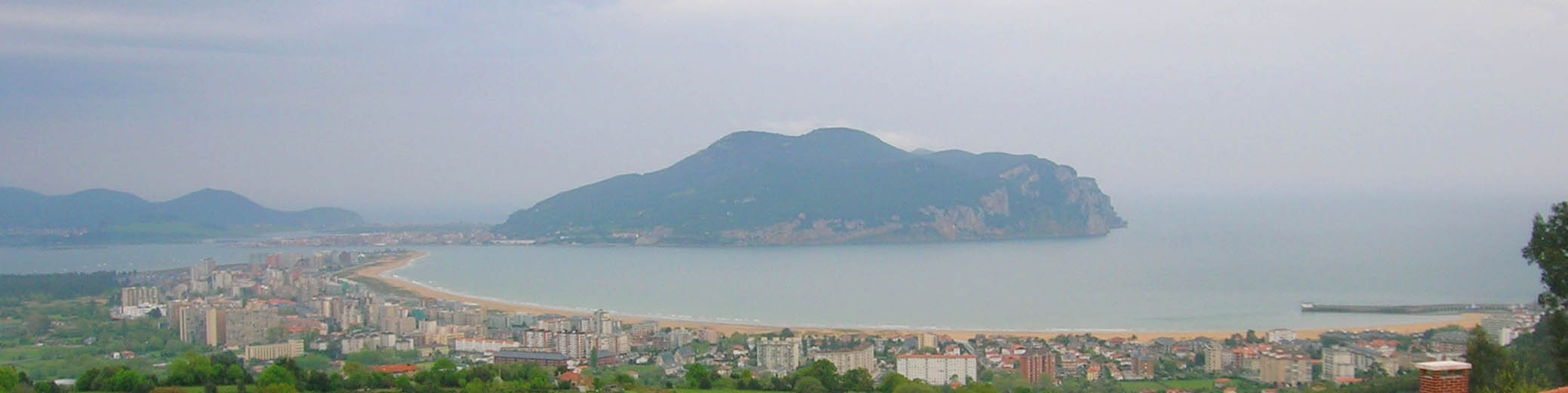
Laredo, la ría del Asón y la bahía.

### Los carrocistas
La Batalla de Flores es una fiesta popular y colectiva. Durante generaciones cientos, incluso miles, habrán sido las personas implicadas en su elaboración. Cada carroza presentada en el desfile ha contado con el esfuerzo de grupos de decenas de colaboradores. Habitualmente esas cuadrillas se articulan alrededor de un núcleo principal, el cual mantiene viva la labor de un año para otro. Este círculo íntimo es, estrictamente hablando, el de los carrocistas. Son los que conciben, diseñan y dirigen la ejecución de las carrozas –labor que les absorbe durante todo el verano-, cuidando de que la flor esté preparada para el día grande, convirtiéndose en el alma de cada grupo y en el motor vivo de la Batalla. Simples artesanos erigidos en auténticos artistas.
Establecer una clasificación de carrocistas basándonos exclusivamente en las victorias obtenidas no deja de resultar injusto, pues dejaremos sin nombrar una infinidad de artistas sin cuya labor la fiesta no sería lo que es. No obstante éste es el podio de un más de un siglo de Batalla de Flores:
- Ocupando con justicia el primer puesto se halla José Antonio “Toñi” Quintana, el carrocista más laureado de la Batalla en toda su historia. 18 son las victorias conseguidas por él a lo largo de una extensa y prolífica carrera (iniciada a finales de los años 50 de la mano de su padre), tanto en solitario como en colaboración con su hermano Manuel, con su rival y amigo Ángel Sainz o, actualmente, con el grupo Transportes Maritina de los hermanos Cagigas.
- Por detrás de él, en posición de plata, destaca un carrocista más joven pero de notable bagaje, Ángel Expósito, que prolonga su brillante e innovadora carrera desde los años 80, acumulando ya 10 primeros puestos. Comenzada su andadura junto a Miguel Sol, en la actualidad colabora con sus hijos –y prometedores carrocistas- Edgar y Alan.
- El tercer puesto lo ocupa el también veterano Ángel Sainz, quien logró 7 victorias (más tres premios de honor) en el cordial duelo entanblado con su amigo “Toñi” Quintana. Iniciados juntos en la infancia, regresaron también juntos y con éxito en 1996 tras el período de retiro que siguió a su gloriosa época durante los años 60 y 70, demostrando que rivalidad y amistad no tienen porque ser incompatibles. A partir de mediados de los 90 Ángel continuó su carrera ya sin interrupciones hasta su lamentable fallecimiento en 2002.
- Con 6 victorias destaca un apretado grupo integrado por Manuel Piedra, un clásico que reinó durante las primeras décadas de la Batalla, Víctor Ortiz y Manuel Quintana (padre de “Toñi”), quienes desplegaron una brillante carrera en equipo durante los años centrales del siglo (incluidos 2 premios de honor), Felipe Revuelta, incombustible carrocista en activo desde los años 50 hasta los 80, y Miguel Sol, socio de Ángel Expósito en sus primeros éxitos. Actualmente la Asociación Come Golayu que lo ha hechu güela cuenta en su haber son 6 victorias en sus 10 participaciones.
- Con 5 victorias tenemos a Marcelino Rodríguez, destacado en los años inaugurales de la fiesta; al Grupo Amigos, el cual, encabezado por el iconoclasta Ángel Llanderal, fue uno de los renovadores de la Batalla durante los años 80 y 90.
- 4 victorias coronan las carreras de Santiago Corro (quien suma además 2 premios de honor), Transportes Maritina de los hermanos Cagigas ; tres las de Fructuoso Gutiérrez, Manuel Ansola y los hijos de Víctor Ortiz, los hermanos Oruña; y dos las de Gregorio Mazarrasa, Baldomero Cosío, Federico Salviejo, Ildefonso Martínez, Gerardo Castillo e Hijos de Revuelta.
- También alcanzaron la victoria en la Batalla Nicolás Gereda y César Alba, Zarauz, Montes, Ron, Gutiérrez y González, Valentín Bustillo, Santiago Alba, Juanito Oceja, Tejada e Ildefonso Vallejo, Velasco, Martínez y Cañarte, Narciso Fernández, Ángel Leonardo, Zubillaga, Celedonio Gómez y Pérez, Ruiz, López y Arrebola, Peña Los Veteranos, Sevi, Campo, Rivero y Vivanco, Abelardo Landera Puente y Grupo Pejino.
- Algunos años, además, se concedieron premios especiales o de honor, cuando la elección entre dos carrozas merecedoras del primer premio se hacía imposible. Así, lograron este galardón Ángel Sainz (en tres ediciones), Víctor Ortiz y Manuel Quintana (dos ediciones), Santiago Corro (dos ediciones), Ontañón y Barrera, la viuda de Cañedo, Gutiérrez y Revilla, Leonardo del Río, José Corro, Ángel Linaje, Zubillaga, Díaz y López, Felipe Revuelta.

### El circuito
El desfile se desarrolla, desde 1978, alrededor de la Alameda Miramar, en la confluencia de las calles Marqués de Comillas-Comandante Villar-López Seña. Originariamente se realizaba en la Avenida Menéndez Pelayo o Calle del Paseo, desde la primera edición en tierra en 1909 hasta su desplazamiento a la Avenida José Antonio en 1971. Las razones de los cambios fueron mejorar la maniobrabilidad de las carrozas (su creciente tamaño complicaba cada vaz más sus movimientos, especialmente en los dos primeros circuitos, donde las carrozas se cruzaban), permitir una mejor visión del desfile y alojar la creciente marea de público que cada año invade Laredo.
El desfile consiste en tres vueltas completas al circuito, las dos primeras para ser valoradas y calificadas las carrozas por el jurado, y la tercera para recoger el premio y desfilar con él. También se premia a los vestidos de las personas que desfilan sobre las carrozas, repartiéndose hasta tres galardones.

### El jurado
Compuesto por varias personas que pueden ser de Laredo o foráneas, el jurado debe valorar una serie de factores a la hora de evaluar cada carroza:
- La presentación, teniendo en cuenta el tamaño, tanto en lo concerniente a sus medidas (largo, ancho y alto) como a su volumen, evaluando la manera de ejecutar la creación, el modelado y la combinación de las diversas piezas y partes de la carroza, así como la complejidad en su montaje.
- El arte, referido al conjunto general de la carroza, su belleza, composición y golpe de vista, así como la calidad del diseño, originalidad y el tratamiento dado al tema elegido.
- La flor, considerando la perfección en el "clavado" de la flor y en la ejecución del "empetalado", valorando igualmente el colorido dado a la obra.
- Cantidad de flor, evaluando el porcentaje de flor portado por la carroza respecto al tamaño de la misma.

### El día de la Batalla
La fiesta arranca sus prolegómenos la víspera del viernes. A lo largo de la "noche mágica" las cuadrillas se afanan por montar, rematar y engalanar las carrozas, mientras cientos de personas desfilan por la villa para ver como las alegorías toman forma a la luz de los focos, creando una atmósfera realmente mágica.
A la mañana siguiente, el viernes arranca con la apertura de un mercadillo –instalado desde el día anterior en la Avenida José Antonio-, inundándose el pueblo con la música de bandas, peñas y charangas. Por la tarde, a las cinco y media, un estallido de pólvora anuncia el comienzo del desfile. Las carrozas penetran en el circuito –alrededor de la Alameda Miramar-, arrastradas y empujadas por las mismas personas que han pasado toda la noche rematándolas. Les acompañan a lo largo de las tres vueltas que dura el desfile, carros de caballos engalanados, peñas, bandas de música y grupos de danzantes, entre un mar de serpentinas y confetis lanzados por el numeroso público que colapsa las avenidas circundantes. El evento finaliza con la entrega de premios y la colocación de las carrozas en un recinto vallado para su exposición durante los siguientes días.
La jornada se completa con verbenas, conciertos y, a medianoche, un espectáculo de fuegos artificiales desplegado en la bahía, frente a la extensa playa.

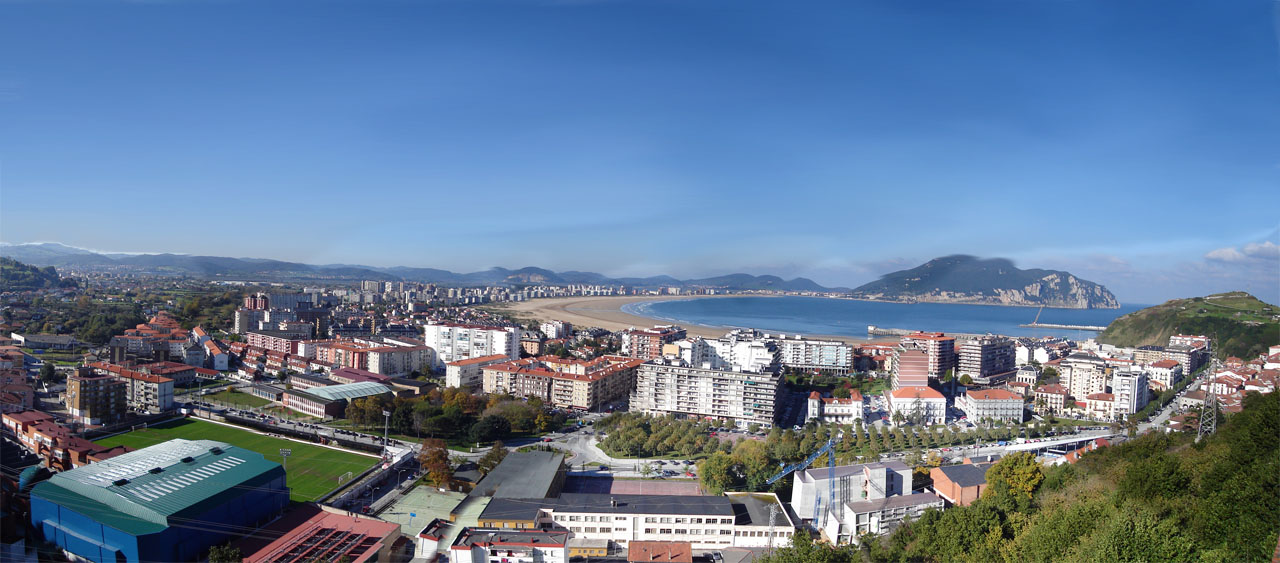
Vista de Laredo y su Playa de la Salvé, frente a la bahía en la que desemboca el Río Asón.

## Historia
A lo largo de sus cien años de vida, la Batalla de Flores ha experimentado una evidente evolución, pero siempre conservando sus señas de identidad: la centralidad del desfile de carrozas y la flor como elemento distintivo. Iniciada en 1908, su celebración sólo fue suspendida durante la Guerra Civil (1936-1939), trágico evento que marcó un corte en su desarrollo: la fiesta laica, burguesa y un tanto carnavalesca del primer tercio del siglo XX perdió su carácter provocador y algo erótico en la atmósfera nacional-católica de posguerra; mengua que potenciará, sin embargo, el lado más artístico de la gala, participando carrozas de tamaño y complejidad creciente. Recuperado todo su esplendor y atractivo, la Batalla se expandirán a partir de los años 1960 impulsada por el boom del turismo de masas, que elegirá Laredo como uno de sus destinos preferente en la costa cantábrica.

### Orígenes
A comienzos del siglo XX la celebración de Batallas de Flores se había popularizado en Europa, especialmente en los países mediterráneos. En España fueron habituales en el Levante (Murcia), pero también en el Cantábrico (Santander, Bilbao). Sin embargo dos factores vinieron a singularizar la Batalla de Laredo: su origen marítimo y su longevidad. En efecto, fue en el entonces pequeño puerto pesquero donde arraigaría con más fuerza la fiesta, siendo la única con vida continuada desde sus comienzos, en 1908, hasta la actualidad, hecho significativo por no ser una región climatológicamente favorable para el cultivo de flores ornamentales.
Aquella primera edición, además, se celebró en la bahía, y no en tierra, integrando el desfile las engalanadas traineras de la Cofradía de Pescadores, antecedente de las futuras carrozas. La primera celebración tuvo lugar el domingo 30 de agosto de 1908 siendo alcalde de la villa, Don Santiago Basóa y la razón de tal original idea fue del entonces secretario municipal de Laredo, el señor Don Arsenio Lazbal, para dar una nueva festividad a la villa en época estival.

### Los años dorados
El éxito del evento animó al Ayuntamiento de Laredo a repetirlo al año siguiente, pero esta vez en tierra. El pequeño pueblo de pescadores se había convertido, desde el último tercio del siglo XIX, gracias a su extenso arenal, en polo de atracción para el elitista turismo burgués proveniente de Madrid y Bilbao a tomar los baños de ola. Los regidores laredanos pensaron, con acierto, que la celebración de una gala floral sería un interesante aliciente para aquellos sofisticados veraneantes. De ese modo, la Comisión de Festejos designó como fecha de celebración el último domingo de agosto y como circuito para el desfile la Avenida Menéndez Pelayo o, como es popularmente conocida, Calle del Paseo –relevante arteria que comunica la Puebla Vieja con la zona del puerto-. Desde su origen la Batalla estuvo enraizada, así, en los dos factores que moldearon la personalidad de Laredo a lo largo del siglo XX: la pesca y el turismo.
El desfile se constituyó como un concurso en el cual un jurado votaba una clasificación, designado entre las carrozas participantes –entonces poco más que carros adornados- a una ganadora. Los premios consistían en cantidades monetarias y obsequios variados (copas, jarrones, relojes…).
La edición fue todo un éxito, consolidándose de inmediato como una (sino la que más) de las más importantes, originales y populares fiestas del norte de España. Desde esos primeros años el pueblo se verá literalmente invadido por una masa de espectadores llegados desde toda Cantabria y desde las provincias limítrofes en toda clase de transportes (ferrocarril, barco, automóvil, autocar, carros de caballos…).

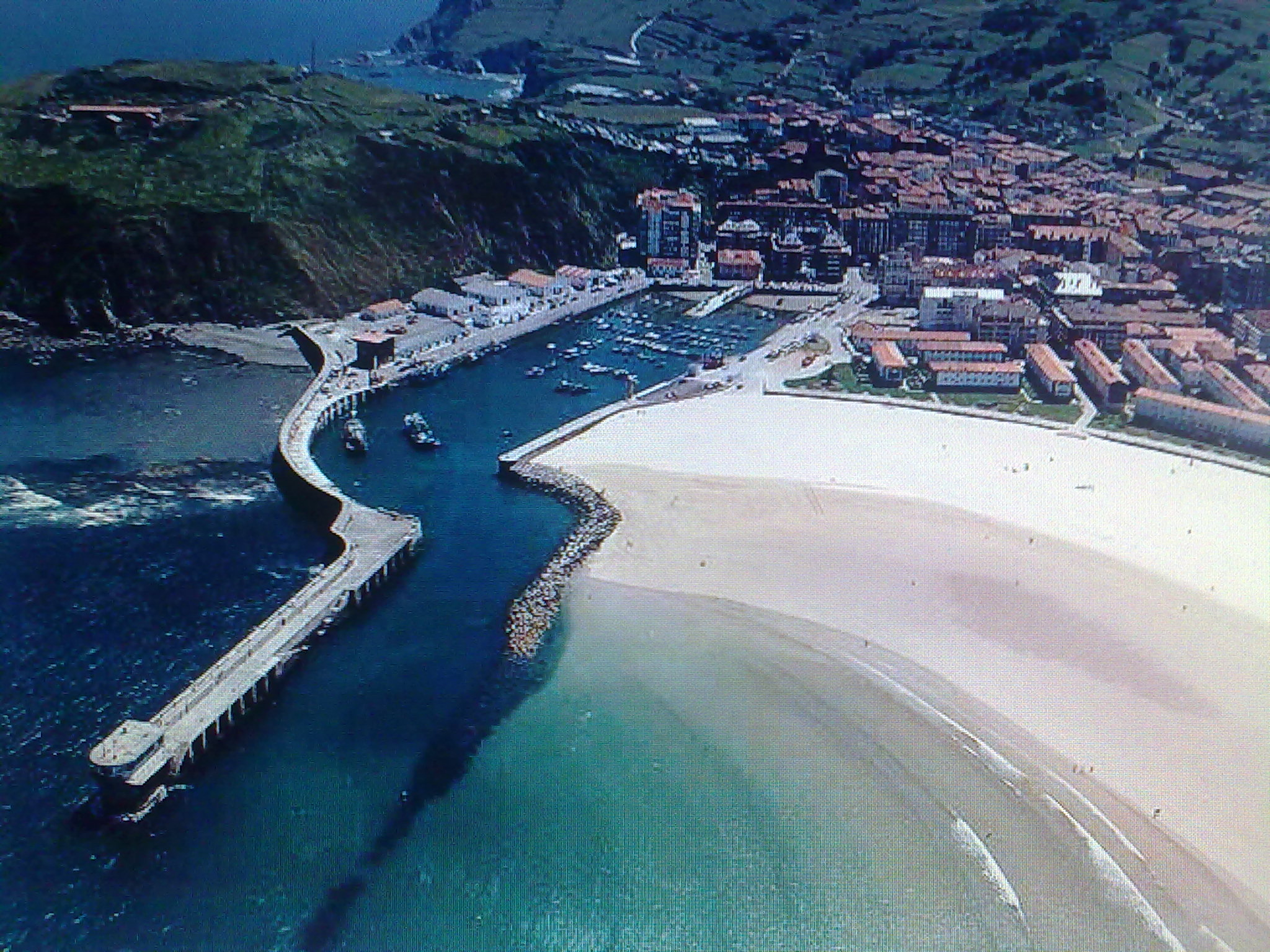
Antiguo puerto de Laredo (1883), donde se originó la Batalla de Flores.

Es en estas primeras décadas, hasta el drama de la contienda civil, cuando la Batalla de Flores cristaliza sus rasgos distintivos, deviniendo en un evento laico, lúdico y de connotaciones carnavalescas, incluida cierta insinuación erótica (concretada en los hombres y mujeres que desfilaban sobre las carrozas ataviados con vistosas vestimentas a juego con las alegorías), pero con un trascendental factor artístico que la distinguirá, desde siempre, de otros eventos festivos. Secularización y liberalismo introducidos, sin duda, por las familias burguesas atraídas por las bondades del veraneo, pero también por la pujante clase obrera que se conformó alrededor de la industria conservera laredana. De hecho, la Batalla nació desligada de cualquier motivo religioso, fenómeno poco habitual en la Cantabria de aquella época, con fuerte arraigo del catolicismo y, por lo tanto, evidentes connotaciones religiosas en todas sus festividades. Resulta significativo, en ese aspecto, que el palco de la Batalla de Flores no contara con presencia oficial de la Iglesia hasta 1953, cuando por primera vez asistió al desfile el párroco de Laredo (Rafael Pico); pero, así mismo, que tampoco acudiera nunca la familia real -presente todos los veranos en la provincia, pues el Palacio de la Magdalena, en Santander, era la residencia de verano preferente de Alfonso XIII-, sin duda por la "dudosa" naturaleza moral de una fiesta de cuyo origen fue involuntario detonante el propio monarca.
El éxito de la Batalla impulsa, por su parte, una rápida evolución, perceptible en la transformación que experimentan las carrozas. Las sencillos carros parcialmente decorados con flores y hojas dejan paso a complejas y artísticas alegorías engalanadas, sustituyendo los sacos o arpilleras que cubrían las plataformas –adornados con flores y hojas- por "cartolas" (bases de las carrozas ornadas con dibujos, formando así un todo integrado con las figuras cubiertas de flores de colores).
Esa línea se verá truncada por el estallido de la Guerra Civil, interrumpiéndose la celebración de la fiesta durante cuatro ediciones, de 1936 a 1939, en lo que constituye el único apagón sufrido por la Batalla de Flores a lo largo de su historia.

### Recuperación y transformación
La primera edición de la Batalla, tras la guerra, en 1940, significó un nuevo comienzo, en condiciones mucho más adversas que en 1908. Un país devastado, una economía arruinada, una sociedad herida, comunicaciones y transportes en situación lamentable… Los materiales, las herramientas, las cuadrillas… todo se lo había llevado la guerra. A Laredo le costará casi una década situar a la Batalla en el lugar en que brilló antes de la contienda. Aun así, y gracias al esfuerzo y la identificación de los laredanos con su fiesta, la mínima asistencia foránea y la nula repercusión de los medios que caracterizaron la edición de 1940 dieron paso, en unos años, a las enormes aglomeraciones de antaño, enlazando con una brillante tradición que, una vez más, evolucionará incorporando diversas innovaciones a lo largo de la segunda mitad del siglo XX.
En primer lugar el opresivo ambiente social y cultural del primer franquismo menguó la imagen festiva y alegre de antaño, encauzándola dentro de los estrechos cánones del nacional-catolicismo. Lo cual redundará en una paradójica consecuencia: lo que la Batalla pierde de erótico-festivo lo gana en lo artístico, reforzando la línea que ya se inició durante las primeras décadas de la fiesta. Las carrozas crecen en volumen, complejidad y ornamentación, constituyéndose en artísticos y monumentales conjuntos empujados y arrastrados ahora por sus propios creadores (desaparecen las plataformas movidas por animales).
Cambios y progresos impulsados, a partir de los años 60, con la eclosión del turismo de masas, que transforma al modesto puerto pesquero en un importante foco de atracción durante el verano. En consecuencia, el tono un tanto elitista que envolvió a la Batalla en sus primeros años (la burguesía autóctona y visitante encargaba las carrozas a artesanos locales para el lucimiento de sus vástagos, que desfilaban sobre las creaciones con sus mejores galas) desaparece, transformándose en una fiesta plenamente popular, que recupera con fuerza el carácter festivo y hedonista de sus comienzos.
Los cambios se verán reforzados, asimismo, por la mejora de materiales y herramientas, especialmente con la introducción del corcho sintético –en sustitución de la escayola- para la construcción de las figuras. Ello las hará menos pesadas y más maleables, posibilitando grandes y complejas esculturas.
El aumento en el tamaño y complejidad de las carrozas –y por tanto en su coste- restringirá el número de participantes (de 40 a unas 15 alegorías) y acabará con una de las tradiciones de la fiesta: la participación de carrocistas foráneos. Hasta los años cuarenta fue habitual la asistencia de carrozas creadas en todos los pueblos de la región (Colindres, Santoña, Liendo, Limpias, Ampuero, Castro-Urdiales, Noja, Voto, Beranga, Solares, Lanestosa, Marrón), pero a partir del ecuador del siglo la mayoría de los creadores serán del propio Laredo.
Otras novedades demuestran el éxito de la Batalla: el cambio de fecha de su celebración desde 1964, de domingo a viernes, a causa del desbordante caudal de espectadores; su declaración como Fiesta de Interés Turístico Nacional en 1965; las sucesivas modificaciones en el circuito, de la tradicional Calle del Paseo a la Avenida de José Antonio (1971, actual Avenida de España) y de ésta al definitivo, alrededor de la Alameda Miramar (1978) para mejor acomodo y visibilidad de las carrozas; la constante ampliación de gradas y vallas; la declaración del viernes de celebración como festividad local en 1995; la acotación, desde 2004, de un espacio para la exposición de las carrozas en los días siguientes a la Batalla; la instauración de una Batalluca Infantil en 2007…

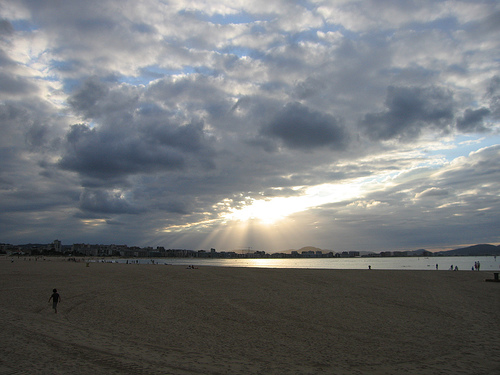
La playa de La Salvé de Laredo.

### Historia viva
Las dos últimas décadas de la centuria fueron, probablemente, las de ediciones más grandiosas y espectaculares de su historia, por la envergadura y calidad de las carrozas que compitieron en la pista, complicando seriamente la labor de los jurados. El decenio inaugural del siglo XXI, por su parte, ha significado un tiempo de transición, en el que a la presencia de veteranos carrocistas en activo desde los años 60 y 70 (Fito Zubillaga, Toñi Quintana, Ángel Sainz, Remigio Herboso), junto a los creadores que brillaron durante los 80 y 90 (Ángel Expósito, Javier Oruña, Ángel Llanderal, Sevi), se ha sumado nuevos y prometedores valores que garantizan la continuidad de la fiesta (Belén y Susi, Transportes Maritina, Grupo Pejino, Grupo Alegoría, Come Golayu que lo ha Puesto Güela, Abelardo Landera, Ignacio y David, Grupo Nuestras Cosas, José Luis González, Manuel de los Santos, Alan y Edgar Expósito, El Cantu).
Así, pese a las dudas y sombras que han podido planear en los últimos años, la Batalla de Flores ha logrado alcanzar su primer centenario en agosto de 2008, afrontando con optimismo un prometedor futuro, siempre cambiante pero siempre fiel a sí misma.

## El centenario
El 29 de agosto de 2008 se conmemoró el Centenario de la creación de la Batalla de Flores (la 99.ª edición, en realidad, puesto que no se cuenta la originaria en el mar de 1908, ni se descuentan las cuatro ediciones suspendidas a causa de la Guerra Civil, entre 1936 y 1939). Una conmemoración brillante no exenta, sin embargo, de ciertas sombras. Brillante fue la participación: 23 carrozas concurrieron al desfile, presentadas por 14 carrocistas; todo un éxito cuantitativo (en 2007 participaron 18 carrozas, mientras que en 2006 fueron 14) y cualitativo, atendiendo a la grandiosidad y nivel artístico alcanzados por las alegorías participantes. Para alojarlas el actual circuito se extendió hasta la confluencia de las calles Marqués de Comillas y López Seña, colocando a su alrededor gradas para alojar a unas 3500 personas –más las otras miles que asistieron al desfile de pie o desde ventanas, balcones y azoteas-. El presupuesto en premios ascendió hasta los 180 000 euros.

Memorias de Jaypur, Hermanos Oruña (2008)

Para enaltecer lo especial de la ocasión la edición se enmarcó dentro de un programa de eventos, destinados a celebrar el centenario, al que se bautizó como “Semanuca”: conciertos, misa mayor en memoria de los carrocistas, espectáculo taurino… A los que se sumaron otras iniciativas como una cantata conmemorativa (“100 años de Laredo en Flor”, escrita por Jesús Manuel Piedra) o un autobús promocional de la fiesta que ha recorrido la geografía nacional durante el verano.
El éxito de la centenaria celebración –indudable tanto en su dimensión artística como en la afluencia de espectadores-, acompañado además por un espléndido día de sol –apenas empañado por una repentina tormenta veraniega al final de la tarde-, se vio sin embargo un tanto malogrado por ciertos problemas en el desarrollo del desfile. Las tres vueltas del mismo se alargaron considerablemente, tanto por el retraso en su comienzo (previsto para las 17,30 horas), como por la lentitud con que transitaron las carrozas, retardando la entrega de premios hasta el anochecer.
Los ganadores de esta especial edición fueron la asociación cultural carrozas Oruña, con la carroza titulada Memorias de Jaypur, que además se proclamó campeona en vestuario.
Las razones de la demora se achacaron a diferentes causas –errores en la organización, averías en alguna de las carrozas-, pero el hecho es que las deficiencias derivaron en numerosas quejas por parte del público que desembocaron, a su vez, en una fuerte polémica en los días siguientes a la fiesta. El resultado de ésta fue la destitución del concejal de festejos por parte del Alcalde, detonante de la ruptura de la coalición de partidos (PRC-PP) que gobernaba el Ayuntamiento desde julio de 2007.
Esto último, en todo caso, no deja de ser una anécdota más en la centenaria historia de la Batalla; larga vida que no ha sido ajena a las polémicas, aunque la crisis de un gobierno municipal sea un jalón novedoso –y singular- en su brillante biografía. Lo importante de esta conmemorativa edición es el éxito artístico y participativo logrado, despejando con ello ciertas dudas que parecían planear sobre la Batalla en los últimos años y garantizando la pervivencia de la fiesta en el futuro.

## Última edición
Clasificación de la 106.ª edición, en 2015 :
Categoría A:
- 1.- “Extravaganza”. Grupo Pejino
- 2.- “Rosario”. Agrupa-2
- 3.- “Almas de jazz”. Come Golayu
- 4.- “Tiempos de batalla”. El Cantu
- 5.- “Pétalos”. Ángel Expósito
- 6.- “Lágrimas de Freya”. Cevi y David Expósito - Espartans
- 7.- “Turandot”. Carrozas Oruña
- 8.- “¡Chu-chú!”. Asociación de carrocistas y festejos de Laredo
- 9.- “Valkirias”. Grupo Alegoría

Categoría B:
- 1.- “Yo Ho!”. Asociación Juvenil Cultural Grupo Pejino
- 2.- “Un mundo ideal”. Asociación Spartans Batalla de Flores-Cevi & David Expósito
- 3.- “Sueños Mágicos”. Grupo Alegoría
- 4.- “Dibulliwood”. El Cantu
- 5.- “Los Minions”. Agrupa-2
- 6.- “Espantapájaros”. Asociación Cultural Carrozas Oruña
- 7.- “Reina de las Nieves”. Planeta Pizza
- 8.- “Ángeles y Diablos”. Asociación come golayu que lo ha hechu güela

Además, el primer premio en vestidos fue para “Tiempos de batalla”, de El Cantu; carroza que ganó, igualmente, el premio de Arte. El segundo premio en vestidos lo logró “Las lágrimas de Freya”, de Asociación Cultural Spartans Batalla de Flores-Cevi & David Expósito. Y el tercero en vestidos fue “Pétalos”, de Ángel Expósito Ricondo 